# Citymove
Citymove je multimodální mobilní aplikace od firmy ŠKODA AUTO DigiLab. Spuštěna byla v srpnu 2019. Je dostupná zdarma pro iOS i Android. Aplikace kombinuje prvky plánování tras a jízdních řádů městské hromadné dopravy, podobně jako třeba IDOS nebo Google Mapy, s dalšími alternativními módy dopravy, jako taxi, sdílené skútry nebo sdílené vozy. Aplikace integruje platební systém MPLA pro platbu parkování v rezidentních zónách i v některých parkovacích domech. Citymove je v lednu 2021 aktivní v Praze a blízkém okolí. V prosinci 2020 aplikace vyhrála první místo v soutěži Chytrá města 2020, v kategorii „Projekt pro město nad 200 tisíc obyvatel“.[zdroj?]